# Prüfstrahler

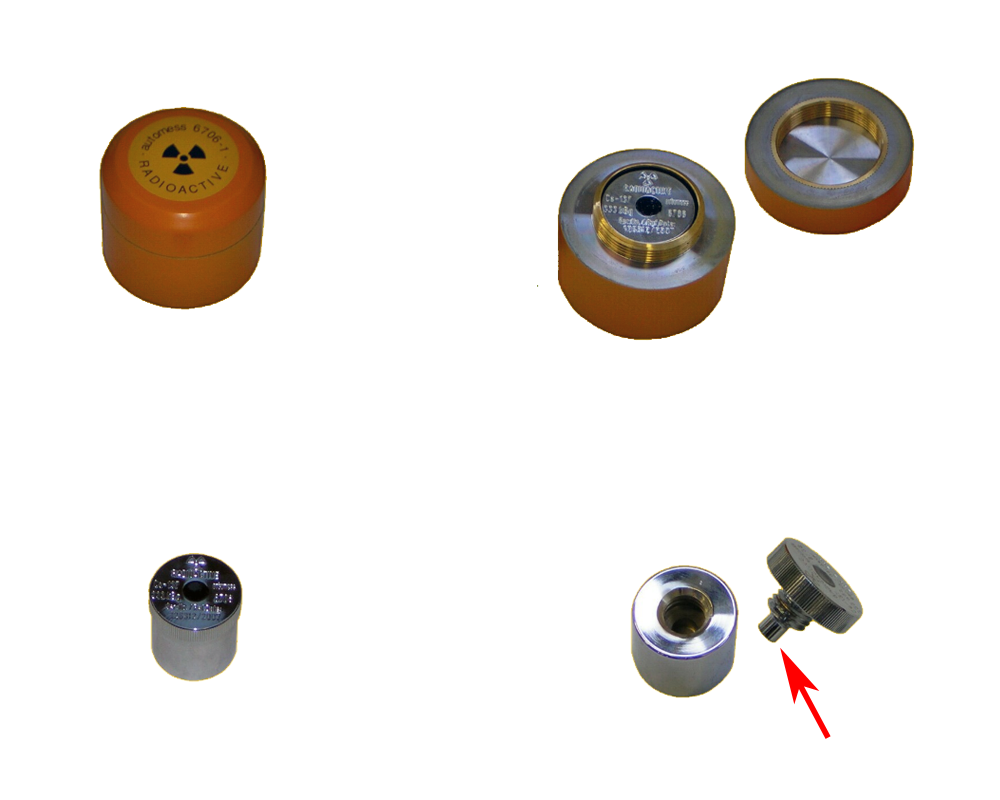
Prüfstrahler mit ^{137}Cs (unten rechts) mit Bleiabschirmung

Ein Prüfstrahler ist ein umschlossener Strahler, der zu Prüfzwecken eingesetzt wird.
In Deutschland fordern die Richtlinie „Strahlenschutz in der Medizin“ und die einschlägige DIN-Norm DIN 6855 in der Nuklearmedizin regelmäßige (zum Teil arbeitstägliche) Konstanzprüfungen. Zur Prüfung des Ansprechvermögens von Sonden-Messplätzen sowie von in In-vivo- und In-vitro-Messplätzen werden Prüfstrahler eingesetzt.
Für Aktivimeter werden langlebige Nuklide mit einer Halbwertszeit größer 5 Jahre verlangt, zum Beispiel 137Cs. Für In-vivo-Messplätze (zum Beispiel Ganzkörperzähler) und In-vitro-Messplätze (zum Beispiel für Radioimmunassays) werden auch 57Co, 129I oder 133Ba verwendet.